# Station Osakajokoen
Station Osakajokoen (大阪城公園駅, Ōsakajōkōen-eki) is een spoorwegstation in de wijk Jōtō-ku in Osaka, Japan. Het wordt aangedaan door de Osaka-ringlijn. Het station heeft 2 sporen en is het enige station aan de Osaka-ringlijn dat na de opening van deze lijn is gebouwd. De naam betekent 'kasteelpark van (het kasteel) Osaka'. Het kasteelpark ligt direct aan het station. Ten noorden er van bevindt zich het Osaka Business Park

## Treindienst

### JR West
| 1 | ■Osaka-ringlijn | naar Kyōbashi en Ōsaka     |
| 2 | ■Osaka-ringlijn | naar Tsuruhashi en Tennōji |

## Geschiedenis
Het station werd in 1983 aangelegd, tegelijk met het 400-jarig bestaan van het Kasteel Osaka.

## Stationsomgeving
- Kasteel Osaka, het kasteelpark en de Osakajo-hal
- Osaka Business Park
- Hotel New Ōtani
- Hoofdkantoor van de Kinki Osaka-bank
- Hoofdkantoor van Sumito Levensverzekeringen

Osaka · Fukushima · Noda · Nishikujo · Bentencho · Taisho · Ashiharabashi · Imamiya · Shin-Imamiya · Tennoji · Teradacho · Momodani · Tsuruhashi · Tamatsukuri · Morinomiya · Osakajo-koen · Kyobashi · Sakuranomiya · Temma · Osaka